# Hector Elizondo

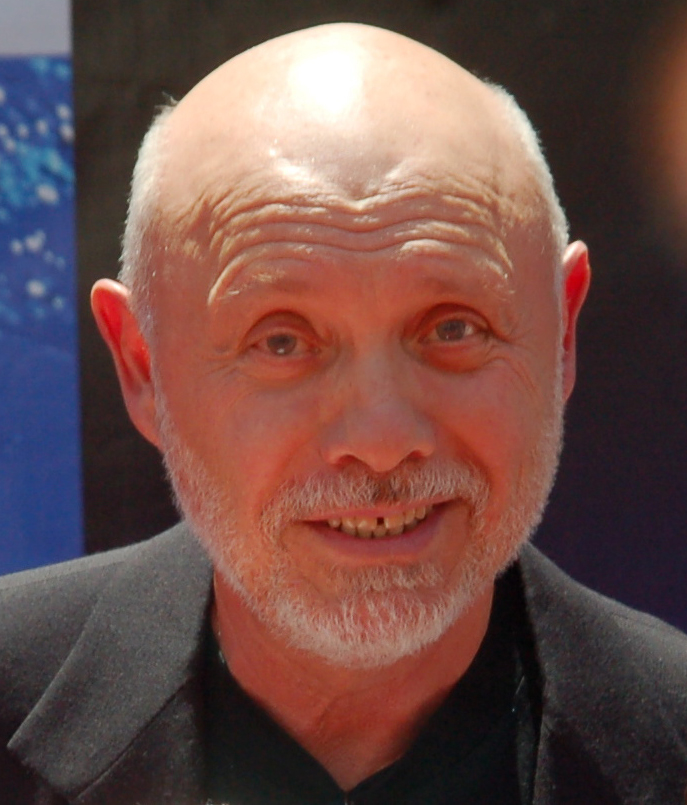
Hector Elizondo (2009)

Hector Elizondo (spanische Schreibweise: Héctor Elizondo; * 22. Dezember 1936 in New York City) ist ein US-amerikanischer Schauspieler puerto-ricanischer Abstammung. Bekannt wurde er als Nebendarsteller in vielen Kinofilmen, darunter insbesondere denen des Regisseurs Garry Marshall wie Pretty Woman sowie durch seine Hauptrollen in den Serien Chicago Hope und Last Man Standing.

## Leben
Elizondos Eltern wanderten in den 1930er-Jahren nach New York aus. Sie hatten zwei Kinder, Hector war das ältere der beiden. Schon in jungen Jahren demonstrierte Elizondo sein Talent im Sport und in der Musik. Mit zehn Jahren sang er im Jungen-Chor von Frank Murray. Nachdem er 1951 die Junior High School abgeschlossen hatte, schrieb er sich an der Fiorello H. LaGuardia High School of Music & Art and Performing Arts ein. Elizondo besuchte aber auch eine gewöhnliche öffentliche Schule, wo er mit seinen Leistungen beim Basketball und beim Baseball für Aufsehen sorgte. Sein Baseballspiel machte sogar die Talentsucher der New York Giants und der Pittsburgh Pirates auf ihn aufmerksam.
1954 begann Elizondo ein Studium am New York City College mit dem Ziel, Geschichtslehrer zu werden. Er wurde jedoch während des ersten Semesters Vater und verließ für einen Vollzeitjob das College, um seine Familie ernähren zu können. Später ließ er sich scheiden und erhielt das vollständige Sorgerecht für seinen Sohn Rodd.
Ab 1962 studierte Elizondo Tanz bei der Ballet Arts Company an der Carnegie Hall. 1963 spielte Elizondo kleinere Rollen in den Theaterstücken Kill the One-Eyed Man und The Great White Hope. Seinen ersten größeren Erfolg konnte er als Gott in Gestalt eines puerto-ricanischen Sauna-Angestellten in dem Stück Steambath feiern, wofür er einen Obie Award erhielt. Ab Anfang der 1960er-Jahre begann Elizondo auch in Film- und Fernsehproduktionen aufzutreten. Er spielte viele Gastrollen im Fernsehen, beispielsweise als mordender Botschaftsangestellter Hassan Salah in der Columbo-Folge Mord in der Botschaft.
In den 1980er-Jahren freundete sich Elizondo mit dem Regisseur Garry Marshall an, der von Elizondos Talent überzeugt war, so dass er im Laufe der folgenden Jahre in allen der 17 Kinofilme von Marshall eine Rolle erhielt. Ihr erster gemeinsamer Film war Küß’ mich, Doc! bzw. Operation gelungen – Patient tot, gefolgt von Ganz normal verliebt. Seine Rolle in Pretty Woman, in der er als Hotelmanager zu sehen war, umfasste insgesamt nur zehn Minuten, war aber sehr erfolgreich und verhalf Elizondo zu einem Publikumserfolg und zu einer Nominierung für den Golden Globe.
Elizondo übernahm im Kino in der Regel profilierte Nebenrollen und hat in über 80 Filmen mitgewirkt, darunter in: Valdez (1971) als mexikanischer Bandit, in Stoppt die Todesfahrt der U-Bahn 123 (1974) als psychopathischer Mörder, in Der Fanatiker (1981) als hartnäckiger Detektiv, als Mittelklasse-Familienvater in Flamingo Kid (1984), als Footballtrainer in Armadillo Bears – Ein total chaotischer Haufen (1991), als griechischer Cafébesitzer in Frankie & Johnny (1991), als abgeklärter Kriminalbeamter in Beverly Hills Cop III (1994) und als Sicherheitschef der Königin in Plötzlich Prinzessin! Teil I und II. In der Komödie Tortilla Soup – Die Würze des Lebens (2001) spielte er die Hauptrolle des Chefkochs Martin Naranjo.
Einen großen Erfolg hatte er darüber hinaus in der Fernsehserie Chicago Hope (141 Folgen, 1994–2000), in der er den Chefarzt Dr. Philip Watters darstellte. Von 2008 bis 2009 war er in der Nachfolge von Stanley Kamel, der im April 2008 unerwartet an einem Herzinfarkt verstarb, in der Rolle des Psychotherapeuten Dr. Neven Bell in der Fernsehserie Monk zu sehen. Elizondo war außerdem in fünf Folgen der Fernsehserie Grey’s Anatomy als Vater von Dr. Torres (Sara Ramírez) zu sehen. Von 2011 bis 2021 zählte er in der Rolle des Ed Alzate, bester Freund der von Tim Allen verkörperten Hauptfigur, zu der Hauptbesetzung der Sitcom Last Man Standing.
Elizondo ist seit dem 13. April 1969 in zweiter Ehe mit der Schauspielerin Carolee Campbell (* 1936) verheiratet, die er in der Seifenoper Doctors der NBC kennenlernte.

## Filmografie (Auswahl)

### Kino
- 1963: The Fat Black Pussycat
- 1970: Der Hausbesitzer (The Landlord)
- 1971: Das ungeduldige Herz (The Impatient Heart)
- 1971: Pforte zur Hölle (Born to Win)
- 1971: Valdez (Valdez is coming)
- 1972: Jede Stimme zählt (Stand Up and Be Counted)
- 1972: Zwei Haudegen auf Achse (Pocket Money)
- 1974: Stoppt die Todesfahrt der U-Bahn 123 (The Taking of Pelham One Two Three)
- 1975: Der einsame Job (Report to the Commissioner)
- 1976: Gesucht: Die Frau des Banditen S. (Wanted: The Sundance Woman)
- 1978: Der Fluch des Hauses Dain (The Dain Course)
- 1979: Explosion in Cuba (Cuba)
- 1980: Ein Mann für gewisse Stunden (American Gigolo)
- 1981: Der Fanatiker (The Fan)
- 1982: Küß’ mich, Doc! (Young Doctors in Love)
- 1983: Die Frauen von San Quentin (Women of San Quentin)
- 1984: Flamingo Kid (The Flamingo Kid)
- 1985: Die Superaufreißer (Private Resort)
- 1985: Ich muß sie töten (Murder: By Reason of Insanity)
- 1985: Nachts wenn der Mörder kommt (Out of the Darkness)
- 1986: Drug Fighter (Courage)
- 1986: Nothing in Common – Sie haben nichts gemeinsam (Nothing in Common)
- 1988: Freundinnen (Beaches)
- 1988: Liebe ist mein Geschäft (Addicted to His Love)
- 1987: Overboard – Ein Goldfisch fällt ins Wasser (Overboard) (Cameo)
- 1989: Wo bitte geht’s zum Militär? (Your Mother Wears Combat Boots)
- 1989: Leviathan
- 1990: Pretty Woman
- 1990: Filofax – Ich bin du und du bist nichts (Taking Care of Business)
- 1991: Armadillo Bears – Ein total chaotischer Haufen (Necessary Roughness)
- 1991: Aus der Tiefe des Vergessens (Finding the Way Home)
- 1991: Flug ins Dunkel (Final Approach)
- 1991: Frankie & Johnny (Frankie and Johnny)
- 1991: Ketten aus Gold (Chains of Gold)
- 1992: Samantha
- 1992: Unter der Last der Beweise (The Burden of Proof)
- 1994: Allein mit Dad & Co (Getting Even with Dad)
- 1994: Backstreet Justice – Knallhart und unbestechlich (Backstreet Justice)
- 1994: Beverly Hills Cop III
- 1994: Undercover Cops (Exit to Eden)
- 1994: Wer hat meine Familie geklaut? (Being Human)
- 1995: Das perfekte Alibi (Perfect Alibi)
- 1996: Hilfe, ich komm’ in den Himmel (Dear God)
- 1997: Hilfe, ich habe eine Familie! (auch: Eine Familie zum Weihnachtsfest; Borrowed Hearts)
- 1997: Turbulence
- 1998: Safe House – Abgeschottet (Safe House)
- 1999: Die Braut, die sich nicht traut (Runaway Bride)
- 1999: Ganz normal verliebt (The Other Sister)
- 2001: Tortilla Soup – Die Würze des Lebens (Tortilla Soup)
- 2001: Plötzlich Prinzessin (The Princess Diaries)
- 2001: So High (How High)
- 2004: Plötzlich Prinzessin 2 (The Princess Diaries 2)
- 2004: Liebe auf Umwegen (Raising Helen)
- 2006: Die Prophezeiungen von Celestine (The Celestine Prophecy)
- 2007: Georgias Gesetz (Georgia Rule)
- 2007: Die Liebe in den Zeiten der Cholera (Love in the Time of Cholera)
- 2010: Valentinstag (Valentine’s Day)
- 2011: Happy New Year (New Year’s Eve)
- 2014: Manolo und das Buch des Lebens (The Book of Life; Stimme)
- 2016: Mother’s Day – Liebe ist kein Kinderspiel (Mother’s Day)
- 2021: Music
- 2021: Rita Moreno: Just a Girl Who Decided to Go for It (Dokumentarfilm)

### Fernsehen
- 1968–1970: The Doctors (Fernsehserie, 8 Episoden)
- 1973, 1976: Kojak – Einsatz in Manhattan (Kojak, Fernsehserie, 2 Episoden)
- 1975: Columbo: Mord in der Botschaft (A Case of Immunity, Fernsehfilm)
- 1975, 1978: Detektiv Rockford – Anruf genügt (The Rockford Files, 2 Episoden)
- 1982: Bret Maverick (Fernsehserie, Episode 1x18)
- 1986: Matlock (Fernsehserie, Episode 1x09)
- 1987: Nachtstreife (Night Heat, Fernsehserie, Episode 3x10)
- 1990: Metal Face – Der mit der Stahlmaske (Dark Avenger)
- 1994–2000: Chicago Hope – Endstation Hoffnung (Chicago Hope, Fernsehserie, 141 Episoden)
- 2002: The West Wing – Im Zentrum der Macht (The West Wing, Fernsehserie, Episode 3x16)
- 2003: Without a Trace – Spurlos verschwunden (Without a Trace, Fernsehserie, Episode 2x02)
- 2007: Cane (Fernsehserie, 13 Episoden)
- 2007–2013: Grey’s Anatomy (Fernsehserie, 5 Episoden)
- 2008–2009: Monk (Fernsehserie, 14 Episoden)
- 2011: American Dad (Fernsehserie, Episode 7x09, Stimme)
- 2011–2021: Last Man Standing (Fernsehserie)
- 2022: Grünes Ei mit Speck (Green Eggs and Ham, Fernsehserie, 6 Episoden, Stimme)
- 2023: Star Wars: The Bad Batch (Fernsehserie, Episode 2x02, Stimme)
- 2023: Mr. Monk’s Last Case: A Monk Movie (Fernsehfilm)

## Auszeichnungen
OBIE Award
- 1971: Gewonnen, „Distinguished Performances“ – Steambath

ALMA Awards
- 1998: Nominiert, „Outstanding Individual Performance in a Television Series in a Crossover Role“ – Chicago Hope
- 1998: Nominiert, „Outstanding Individual Performance in a Television Series in a Crossover Role“ – Turbulence
- 1998: Gewonnen, „Outstanding Actor in a Made-for-Television Movie or Mini-Series“ – Borrowed Hearts
- 1999: Nominiert, „Outstanding Individual Performance in a Television Series in a Crossover Role“ – Chicago Hope
- 2000: Nominiert, „Outstanding Actor in a Feature Film“ – Runaway Bride
- 2000: Gewonnen, „Outstanding Actor in a Drama Series“ – Chicago Hope
- 2002: Nominiert, „Outstanding Actor in a Motion Picture“ – Tortilla Soup

Emmy Awards
- 1992: Nominiert, „Outstanding Supporting Actor in a Miniseries or a Special“ – Mrs. Cage
- 1995: Nominiert, „Outstanding Supporting Actor in a Drama Series“ – Chicago Hope
- 1996: Nominiert, „Outstanding Supporting Actor in a Drama Series“ – Chicago Hope
- 1997: Gewonnen, „Outstanding Supporting Actor in a Drama Series“ – Chicago Hope
- 1998: Nominiert, „Outstanding Supporting Actor in a Drama Series“ – Chicago Hope

Golden Globe Awards
- 1991: Nominiert, „Best Performance by an Actor in a Supporting Role in a Motion Picture“ – Pretty Woman

Imagen Foundation Award
- 2005: Nominiert, „Best Supporting Actor in a Film“ – The Princess Diaries 2: Royal Engagement

NCLR Bravo Awards
- 1996: Nominiert, „Outstanding Television Series Actor in a Crossover Role“ – Chicago Hope

Satellite Awards
- 1997: Nominiert, „Best Performance By an Actor in a Television Drama Series“ – Chicago Hope

SAG Awards
- 1995: Nominiert, „Outstanding Performance by a Male Actor in a Drama Series“ – Chicago Hope
- 1997: Nominiert, „Outstanding Performance by an Ensemble in a Drama Series“ – Chicago Hope
- 1998: Nominiert, „Outstanding Performance by an Ensemble in a Drama Series“ – Chicago Hope

Temecula Valley International Film Festival
- 2006: Gewonnen, „Lifetime Achievement Award“